# Sirocco (Efteling)
Pour les articles homonymes, voir Sirocco (homonymie) et Monsieur Cannibale (homonymie).
Sirocco est une attraction du parc d'attractions néerlandais Efteling. Elle se nomme Monsieur Cannibale entre 1988 et en 2021.

## Présentation

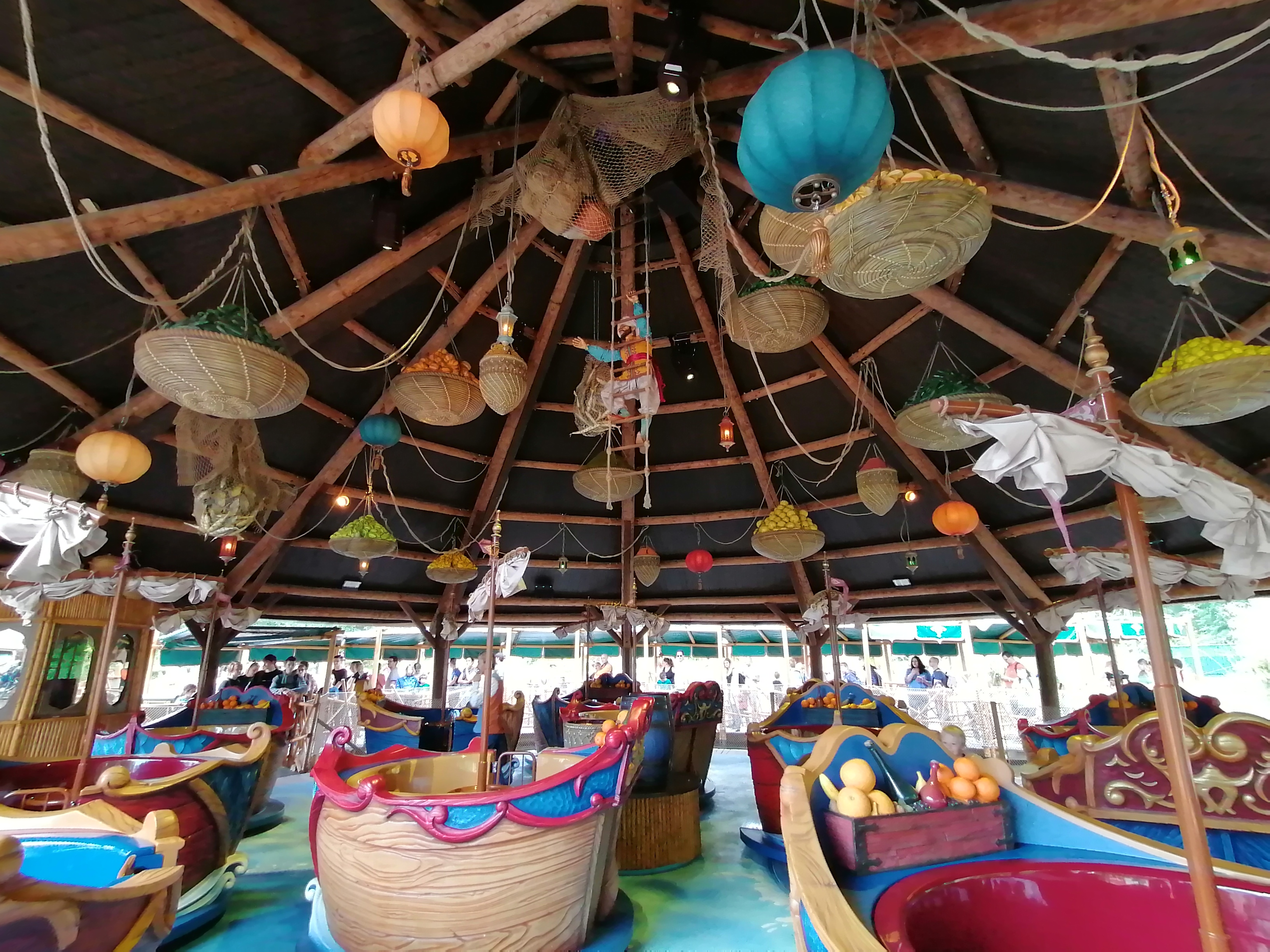
Les véhicules de Sirocco.

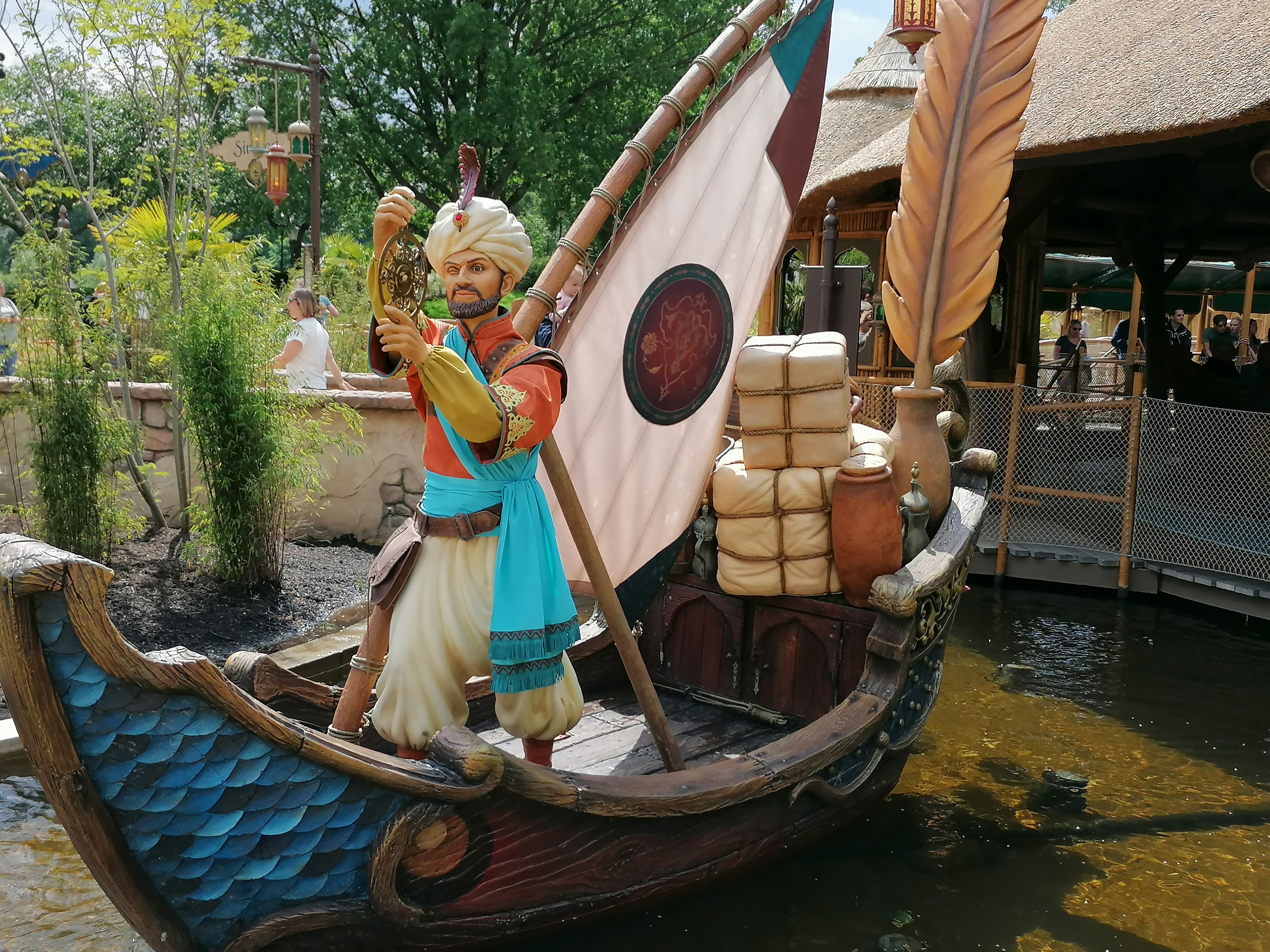
Sinbad le marin tenant son astrolabe.

Sirocco est situé en face des montagnes russes Vogel Rok dans la section Reizenrijk du parc. Appelé en français « Royaume du Voyage » ou encore « Royaume de l'Aventure », il se trouve dans la partie septentrionale du parc. Cette partie est celle des voyages : autour du monde, dans les airs, dans le noir ou sur l'eau. Le thème de l'attraction s'inscrit dans la lignée de Sinbad le marin de l'univers des contes des Mille et Une Nuits.
Cette attraction de type tasses propose douze véhicules à l'apparence de bateaux. Répartis sur une plateforme d'un diamètre de 14 mètres, trois véhicules sont disposés sur cette même plateforme et neuf sur des plateformes tournantes. Celles-ci tournent dans le sens inverse du grand plateau. Au centre de l’attraction se trouvent quelques coffres et tonneaux. Un marchand est suspendu à une échelle depuis le toit ; ce personnage est un animatronique. Pendant le trajet, les passagers peuvent entendre la chanson Storm Op Zee du compositeur René Merkelbach.
Divers éléments thématiques peuvent être trouvés autour de l’attraction. A l'entrée de l'attraction se trouve une pierre qui symbolise les voyages de Sinbad le Marin. À droite de la sortie se trouve une statue de Sinbad sur son bateau avec un astrolabe à la main.
L'attraction peut accueillir jusqu'à 60 invités par trajet.

## Histoire

### Monsieur Cannibale
Cette attraction de type tasses ouvre le 3 mai 1988, Mack Rides en est le constructeur. Le maire de Loon op Zand inaugure le manège ainsi que la nouvelle version du Café-restaurant voisin.
Cette attraction présente alors une originalité car elle n'est pas sous forme de tasses de thé ou de café. Le créatif d'Efteling Henny Knoet a créé sa version avec un thème cannibale. Il a aussi créé les attractions suivantes : le Jardin des bambins (ou Kleuterhof en néerlandais), le labyrinthe de l'aventure (Avonturen Doolhof), la gare des vieux Teuf-Teuf (D’Oude Tuffer), la promenade Pardoes (Pardoespromenade), la Game Gallery, des contes du Bois des contes. C'est lui aussi qui imagina Pardoes, la mascotte du parc.
Les chaudrons (de couleurs rouge, bleue ou jaune) tournant pouvaient accueillir cinq personnes. L'explorateur et le chef cannibale de la chanson sont présents sur la colonne de trois mètres de haut, au centre de l'attraction entre 1988 et 2021,. Depuis 2002, l'attraction est couverte avec un toit constitué de grands roseaux, pour que l'attraction puisse aussi fonctionner par mauvais temps ou en hiver. Ce toit fut créé par le créatif Michel den Dulk.
Cette version de l'attraction est l'objet de critiques, à propos du caractère raciste de la représentation caricaturale des peuples africains, de la perpétuation de stéréotypes racistes et de la figure du cannibale,.

### La chanson
Entre 1988 et 2021, l'attraction diffuse la joyeuse chanson cha-cha-cha Monsieur Cannibale de 1966 interprétée en français par Sacha Distel et dont les paroles sont de Maurice Tézé et la musique de Gérard Gustin. La chanson se classe dans six pays. Le chanteur autrichien Andy Fisher, pseudonyme de Christian Dornaus (en) reprend la chanson et classe son titre no 21 en Allemagne en 1966. Le titre est d'ailleurs plusieurs fois repris. Les reprises sont effectuées par exemple par le groupe mexicaine Los Xochimilcas (es) en 1966, par le chanteur slovaque Ivan Stanislav (sk) en 1966, par la chanteuse suédoise Siw Malmkvist en 1967 ou par le chanteur allemand Bata Illic en 1988,.
| Charts                                  | Position |
| --------------------------------------- | -------- |
| Argentine (Hot 100)                     | 14       |
| Belgique (Wallonie Ultratop 50 Singles) | 17       |
| Canada (Hot 100)                        | 1        |
| France (SNEP)                           | 3        |
| Suisse (Schweizer Hitparade)            | 11       |
| Turquie                                 | 5        |

### Sirocco
En 2021, le parc annonce la refonte de l'attraction pour l'hiver de la même année. L'attraction change son nom en Sirocco et s'inspire alors du monde de Sinbad le marin de l'univers des contes des Mille et une nuits. Monsieur Cannibale ferme ainsi définitivement le 5 septembre 2021.
Cette nouvelle version est inaugurée le 26 janvier 2022, en remplacement de Monsieur Cannibale, perçu comme trop controversé. En termes de spécifications techniques, Sirocco est toujours la même attraction que Monsieur Cannibale, seuls l'apparence et le thème ont radicalement changé. L'entrée a également été déplacée : elle se situe désormais à gauche de l'attraction plutôt qu'à droite. Sirocco et la nouvelle plaine de jeux voisine, Archipel, représentent un investissement de 2,8 millions d'euros,.

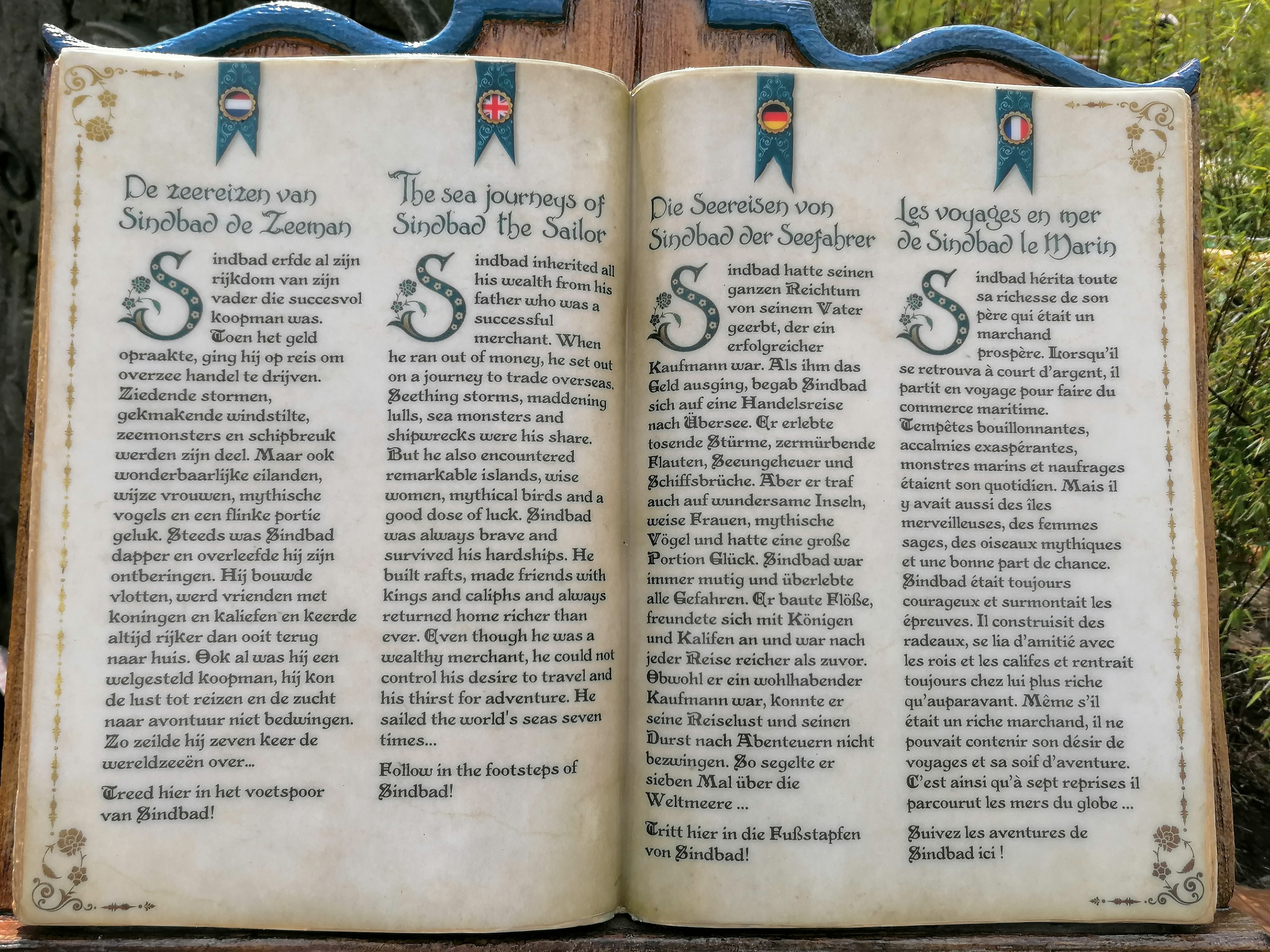
À l'entrée de l'attraction.
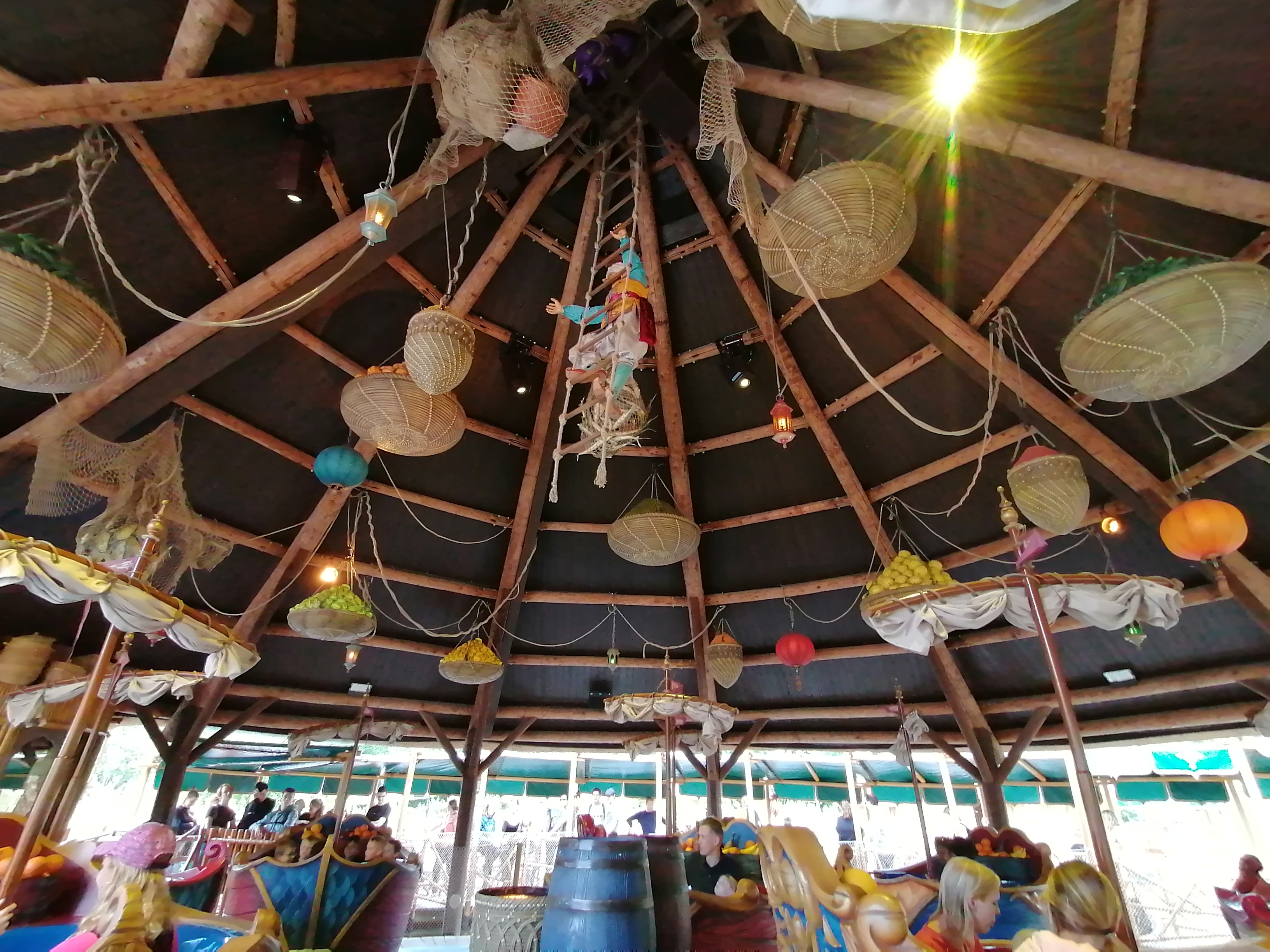
Vue d'ensemble sous le toit.
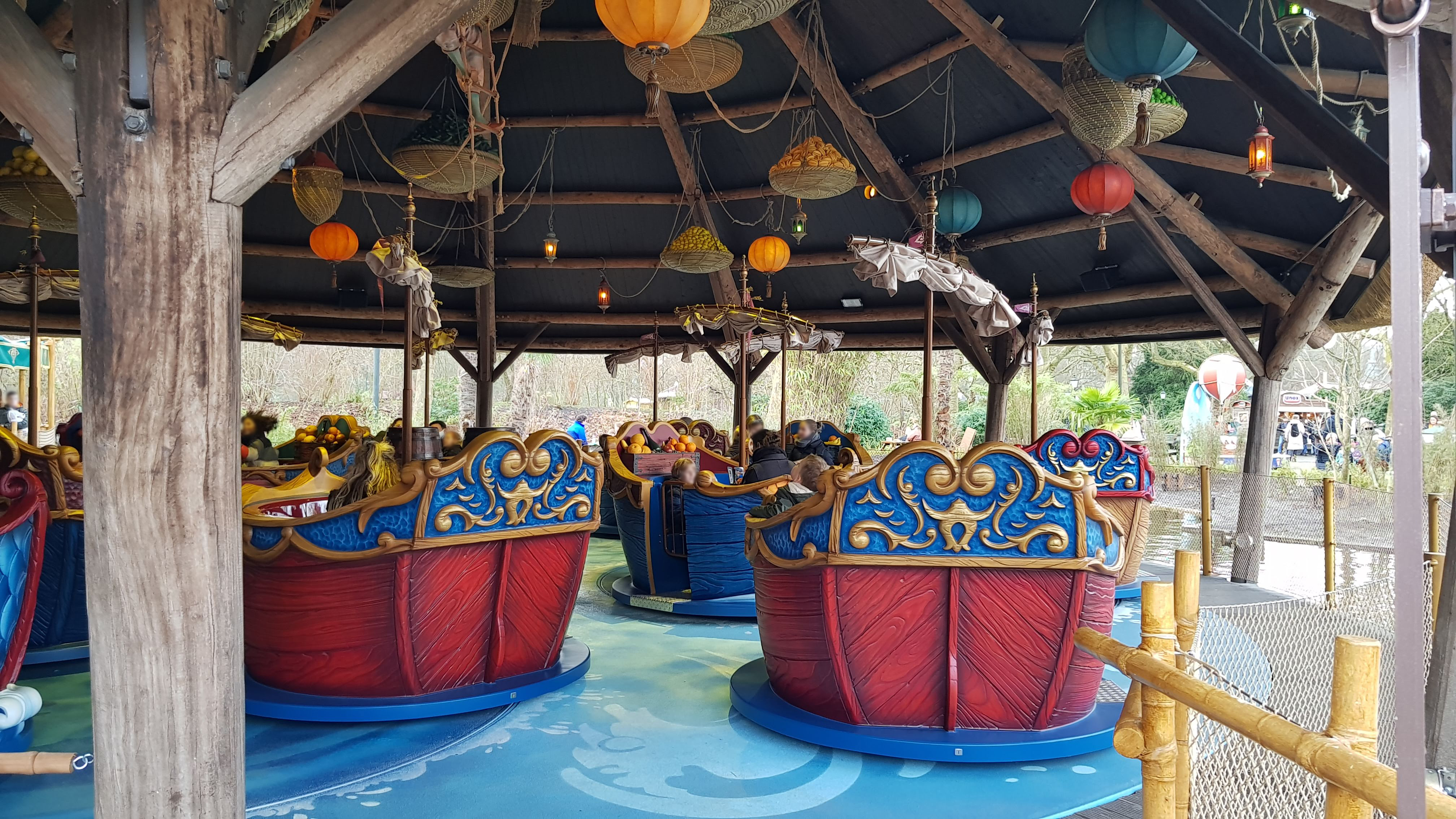
Les bateaux.

## Description du tour
Dès l'ouverture du portail d'entrée, une annonce est faite en néerlandais signifiant « Une tempête arrive ». Les visiteurs prennent place dans des véhicules représentant des navires de commerce. Selon le scénario, les visiteurs se retrouvent dans une tempête sur ces bateaux. Cela fait tourner l’attraction de plus en plus vite environ 30 secondes après le début du trajet. Des bruits de tonnerre sont diffusés dans l'attraction et la musique devient plus menaçante. L'eau est pulvérisée à l'extérieur de l'attraction. Vers la fin du trajet, la tempête se calme à nouveau et les virages ralentissent.

## Données techniques
- Nombre de chaudrons : 12
- Capacité d'un chaudron : 5 personnes
- Capacité de l'attraction : 1 200 personnes/h
- Diamètre du plateau principal : 14 m
- Coût : Monsieur Cannibale : 680 000 € (1,5 million de florins)
- Durée : 2 à 3 minutes[4]